# Astrid-Lindgren-Schule (Delmenhorst)
Die Astrid-Lindgren-Schule ist eine Grundschule in der niedersächsischen Mittelstadt Delmenhorst. Sie liegt an der Südstraße im Stadtteil Düsternort. Das Gebäude der Schule wurde 1930 im Stil der Neuen Sachlichkeit von Architekt und Stadtbaurat Walther Brasch errichtet. Die damalige Südschule zog 1931 in das Gebäude ein. Das Schulgebäude ist ein Baudenkmal in Delmenhorst.

## Architektur
Das Hauptgebäude ist ein dreigeschossiger massiver dunkler Klinkerbau. Ein Grundgedanke bei der Planung des neuen Schulgebäudes war, dass man sich bewusst von den bisherigen Bautraditionen absetzen wollte. Die Baukosten betrugen etwa 311.000 Reichsmark.
Die großen, der Straße zugewandten Fensterelemente im Mittelbau sind mit dunkel gebrannten Klinkergewänden eingefasst. Die ebenso dunkel gehaltenen Holztüren am ehemaligen Haupteingang sind original erhalten. Seitlich vom Baukörper befinden sich Pergolen, die ebenfalls aus Klinkern aufgemauert wurden.
Als ungewöhnlich gilt die Anordnung der Turnhalle. Diese befindet sich auf der Rückseite des Gebäudes mittig in den Baukörper integriert. Der restliche Baukörper ist im dritten Stock etwas zurückgezogen, sodass das Dach der Turnhalle wie eine Dachterrasse genutzt werden kann.

## Geschichte
Der Schulbetrieb begann zum 16. November 1931. Die in das Hauptgebäude integrierte Turnhalle war die einzige zwischen 1918 und 1939 errichtete Turnhalle in der Stadt Delmenhorst, wodurch in den 1950er-Jahren die Halle auch von der benachbarten Schule Am Grünen Kamp genutzt wurde. Von 1945 bis 1945 diente die Schule zunächst als Lazarett, am 12. August 1946 wurde das Gebäude wieder entsprechend des ursprünglichen Zwecks genutzt.
Durch den starken Bevölkerungsanstieg des Stadtteiles Düsternort in der Nachkriegszeit wurde die Südschule in den 1950er-Jahren eine der schülerstärksten Schulen in Delmenhorst. Ab Ostern 1957 besuchten beispielsweise 675 Schüler die Schule. Von 1964 bis 1975 beherbergte das Gebäude die Volksschule mit den Klassen 1-9. Nach 1975 und mit der Einführung der Orientierungsstufe nannte sich die Schule, durch eine Kooperation mit der gleichnamigen katholischen Grundschule, Overbergschule. Seit 1991 führt die Schule den Namen Astrid-Lindgren-Schule. Der Förderverein wurde schließlich im Jahr 1993 gegründet.

## Schulbetrieb
Heute präsentiert sich die Astrid-Lindgren-Schule als eine Ganztagsschule. Sie ist eine von 14 Grundschulen in der Stadt Delmenhorst. Mit Stand 2017 unterrichten an der Schule 19 Lehrkräfte, dazu kommen zwei Förderlehrkräfte und eine Türkischlehrkraft. Dazu kommen drei Sozialarbeiterinnen.